# Lago Chagan
El Lago Chagan (o Lago Balapan) es un lago en Kazajistán creado por la prueba nuclear Chagan, efectuada el 15 de enero de 1965 por la Unión Soviética. Su agua proviene del río Chagan. Se lo conoce como el "lago atómico". Contiene unos 100.000 m³ de agua. Este sigue siendo radiactivo[cita requerida]. Hacia el sur, en el borde del cráter hay un segundo embalse. Como en los alrededores de la prueba Trinity, las rocas se fundieron durante la explosión, por lo que el fondo del lago tiene una superficie vidriosa.[cita requerida]